# 百悔經
《百悔經》，福建人劉乙撰。
《清異錄》載：“閩士劉乙嘗乘醉與人争妓女，既醒慚悔，集書籍凡因飲酒致失賈禍者編以自警，題曰《百悔經》。自後不飲，至於終身。”